# Connie Jiménez
Connie Maily Jiménez Romero (Ventanas, Los Ríos, 29 de noviembre de 1995) es , Ingeniera en Administración de AgroNegocios y MBA, ganadora del título Miss Ecuador 2016 y actualmente es candidata a Asambleísta.

## Biografía
Connie Jiménez es una destacada Ecuatoriana, Nació y creció en Ventanas, Connie es la mayor de tres hermanas. Sus padres son Manuel Jiménez y Katty Romero
Sus estudios secundarios los realizó en Babahoyo, en la Unidad Educativa Ecomundo, en el año 2011 fue presidenta del consejo estudiantil de su colegio.[cita requerida]
Es Ingeniera en Administración de AgroNegocios, graduada de la Universidad Zamorano de Honduras, y MBA, con mención en Relaciones Internacionales del Instituto Tecnológico y de Estudios Superiores Monterrey. 
Acreedora del título de Miss Ecuador Universo 2016, y Embajadora de la Marca País Ecuador. Ha trabajado arduamente por su país, en proyectos que combaten el maltrato infantil, la diabetes en niños, y el VIH, además ha gestionado actualmente varias campañas de apoyo a su ciudad y provincia con entrega de kits alimenticios a familias de escasos recursos que han sido impactadas por la pandemia de Covid-19 . También ha desarrollado proyectos agrícolas bajo la modalidad de escuelas de campo en su provincia junto al sector privado.

## Carrera Política
Formó parte del Ministerio de Comercio Exterior e Inversiones del Ecuador, en las coordinaciones de exportación e inversión agrícola. 
En 2019 representó en contienda electoral a su ciudad natal, como candidata a la Alcaldía, pese a que no fue electa, fue la mujer más joven del país en postularse, con 23 años y un gran capital político. 
Fue seleccionada por el Gobierno de Estados Unidos como representante de la iniciativa WGDP (Women's Global Development and Prosperity)  de la asesora del Presidente Donald Trump, Ivanka Trump, liderando de esta forma proyectos de desarrollo de mujeres emprendedoras de la región.
En 2021 fue candidata a asambleísta por el Movimiento Ecuatoriano Unido, logrando sin éxito llegar al parlamento, no obstante en ese mismo año fue Coordinadora de Relaciones Internacionales de la Asamblea Nacional del Ecuador.
El 20 de agosto del 2022, fue designada por el presidente Guillermo Lasso como la Gobernadora de la Provincia de Los Ríos en sustitución de Génesis Blum Baquedano, cargo que lo ocupó hasta 2023.
Actualmente es candidata a la Asamblea Nacional por el Partido SUMA, en la que buscará una de las 6 curules para este nuevo periodo legislativo.